# Dianthus henteri
Dianthus henteri là loài thực vật có hoa thuộc họ Cẩm chướng. Loài này được Heuff. ex Griseb. & Schenk mô tả khoa học đầu tiên năm 1852.